# Азрабл
Азрабл (фр. Azerables) насеље је и општина у централној Француској у региону Лимузен, у департману Крез која припада префектури Гере.
По подацима из 2011. године у општини је живело 937 становника, а густина насељености је износила 23,76 становника/km². Општина се простире на површини од 39,44 km². Налази се на средњој надморској висини од 350 метара (максималној 394 m, а минималној 273 m).

## Демографија
| 1962. | 1968. | 1975. | 1982. | 1990. | 1999. | 2011. |
| ----- | ----- | ----- | ----- | ----- | ----- | ----- |
| 1.219 | 1.258 | 1.136 | 1.033 | 1.019 | 958   | 937   |

График промене броја становника у току последњих година